# One Million Bullets
„One Million Bullets” este un cântec al cântăreței australiane Sia de pe cel de-al șaptelea album de studio viitor This Is Acting (2016). Acesta a fost scris de către Sia și produs de către Jesse Shatkin. Cântecul a fost lansat ca al doilea single promoțional pe data de 27 noiembrie 2015.
„One Million Bullets” este singura piesa de pe album care nu a fost scrisă pentru alt artist.